# Albegna
L'Albegna est un fleuve italien, de la Toscane, qui prend sa source sur l'un des versants du Monte Buceto (it), relief du cône volcanique du Mont Amiata en province de Grosseto.

## Géographie
L'Albegna traverse Roccalbegna, Semproniano, Saturnia, Marsiliana et se jette dans la mer Tyrrhénienne près d'Albinia en Maremme.
Elle borde, sur une certaine distance, la réserve naturelle du Bosco dei Rocconi.